# Dewayne Washington
Dewayne Neron Washington (Durham, 27 settembre 1972) è un ex giocatore di football americano statunitense che ha giocato nel ruolo di cornerback nella National Football League (NFL).

## Carriera
Al college Washington giocò a football alla North Carolina State University, dove fu nominato All-American. Fu scelto come 18º assoluto nel Draft NFL 1994 dai Minnesota Vikings. Nella sua prima stagione mise a segno 75 tackle e 3 intercetti, venendo inserito nella formazione ideale dei rookie da Pro Football Weekly e Pro Football Writers of America. A partire dalla stagione 1997 non saltò più alcuna gara in carriera, partendo come titolare in 191 gare su 192. Nel 1998 firmò come free agent coi Pittsburgh Steelers. Quella fu la sua miglior stagione come professionista, totalizzando 93 tackle e 5 intercetti, un record personale pareggiato nel 2000. Svincolato nel 2004 passò ai Jacksonville Jaguars e chiuse la carriera coi Kansas City Chiefs nel 2005.

## Palmarès
- PFWA All-Rookie Team - 1994

## Statistiche
| Partite totali      | 192 |
| Partite da titolare | 191 |
| Sack                | 1,0 |
| Intercetti          | 31  |